# مورغارتينبيرغ
مورغارتينبيرغ (بالإنجليزية: Morgartenberg)‏ هو أحد جبال سلسلة جبال الألب غلاروس ويقع في كانتون شفيتس في سويسرا. يحتل المرتبة رقم 430 في قائمة جبال سويسرا من حيث الارتفاع، إذ يبلغ ارتفاعه حوالي 1244 متر، بينما يبلغ ارتفاع نتوء الجبل 312 متر.